# Asthenargellus kastoni
Asthenargellus kastoni là một loài nhện trong họ Linyphiidae.
Loài này thuộc chi Asthenargellus. Asthenargellus kastoni được Lodovico di Caporiacco miêu tả năm 1949.